# Iñaki Isasi
Iñaki Isasi Flores (Respaldiza, Ayala, 20 de abril de 1977) é um ex-ciclista espanhol. Tornou-se profissional no ano de 2000.